# Rudolf Tomášek
Rudolf Tomášek (ur. 11 sierpnia 1937 w Karlowych Warach) – czeski lekkoatleta specjalizujący się w skoku o tyczce, dwukrotny uczestnik letnich igrzysk olimpijskich (Rzym 1960, Tokio 1964). W czasie swojej kariery reprezentował barwy Czechosłowacji.

## Sukcesy sportowe
- ośmiokrotny mistrz Czechosłowacji w skoku o tyczce – 1961, 1962, 1963, 1964, 1965, 1966, 1967, 1971[1]
- halowy mistrz Czechosłowacji w skoku o tyczce – 1971[2]
- 15-krotny rekordzista Czechosłowacji w skoku o tyczce
- pierwszy w historii czechosłowacki tyczkarz, który pokonał wysokość 5 metrów

| Rok  | Miasto   | Zawody                      | Konkurencja   | Wynik         |
| ---- | -------- | --------------------------- | ------------- | ------------- |
| 1960 | Rzym     | letnie igrzyska olimpijskie | skok o tyczce | 8. miejsce    |
| 1962 | Belgrad  | mistrzostwa Europy          | skok o tyczce | srebrny medal |
| 1964 | Tokio    | letnie igrzyska olimpijskie | skok o tyczce | 6. miejsce    |
| 1966 | Dortmund | europejskie igrzyska halowe | skok o tyczce | srebrny medal |
| 1967 | Praga    | europejskie igrzyska halowe | skok o tyczce | 9. miejsce    |

## Rekordy życiowe
- skok o tyczce (hala) – 5,03 – 1966